# Josef Zetterberg Pihl
Josef Zetterberg Pihl, född 2001 i Lund, är en operasångare (bas-baryton), kompositör och filmskådespelare. 
Han har bland annat studerat vid Vadstena Sång och Pianoakademi och Hochschule für Musik und Tanz Köln. 
Han har framträtt som Kung Mattias i Kung Mattias I, Un Fanciullo i Puccinis La Bohème, Bartolo i Figaros bröllop och Mr Somers i Horovitz Gentleman's Island.
Han medverkade i båda säsonger av tv-serien Spegelvänd (2016), som karaktären Greger. 
2024 debuterade han som kompositör med verket Vita Bron, som sattes upp vid Höörs Sommaropera. Samma år utnämndes han till den fjärde mest inflytelserike klassiska musikern i Sverige av OPUS Magasin.
Han är son till sångaren och översättaren Mats Zetterberg.

## Kompositioner
- Vita Bron (2024)

## Priser och utmärkelser
- 2021 – Lions Club Scholarship[7]
- 2022 – Torsten Tegstams Scholarship[8]
- 2023 – Brigitte Kempen Competition[9]
- 2024 – Rotary Club Aachen Scholarship[10]